# Winston Abreu
Winston Leonardo Abreu (nacido el 5 de abril de 1977 en Cotuí) es un lanzador dominicano de Liga Mexicana de Béisbol que se encuentra actualmente en la organización de los Rojos del Águila de Veracruz. A los 16 años, fue firmado por los Bravos de Atlanta como agente libre de ligas menores el 2 de julio de 1993.

## Ligas menores
Abreu avanzó lentamente, y (a excepción de Ycuatro partidos) no pasó de Single-A hasta 2001, registrando una efectividad de 4.64 en una temporada completa en Doble-A con el equipo Greenville Braves. Después de esa temporada, fue canjeado a los Padres de San Diego por Rudy Seanez, y luego en la primavera siguiente a los Cachorros de Chicago por Syketo Anderson, y después de 11 apariciones, fue liberado seis semanas después. Fue recogido por los Reales de Kansas City, y terminó la temporada 2002 en Doble-A con el equipo Wichita Wranglers con una sólida efectividad de 3.32. Al final de la temporada, fue firmado por los Yanquis de Nueva York. No jugó debido a una lesión en 2003, y fue liberado en enero de 2004. Fue contratado por los Dodgers de Los Ángeles, haciendo algunas salidas impresionantes, y luego liberado, y firmado por los Diamondbacks de Arizona, donde tuvo efectividad de 5.68 en Triple-A. En 2004, fue liberado una vez más, jugó un por un breve tiempo en la Liga Mexicana, y fue firmado por los Orioles de Baltimore en diciembre de 2005.

## Grandes Ligas

### Baltimore Orioles
En 2006, con el equipo de Triple-A afiliado a los Orioles, Ottawa Lynx, Abreu tuvo su primera buena temporada de Triple-A, apareciendo en 46 partidos con una efectividad de 2.48, y, finalmente, a los 29 años fue llamado a las Grandes Ligas. Por desgracia para él, en sus siete apariciones, lanzó ocho entradas, pero permitió 10 hits, 6 boletos, 9 carreras, para una efectividad de 10.13.

### Washington Nationals
En 2007, los Nacionales de Washington lo firmaron con un contrato de ligas menores, y comenzó la primavera en Triple-A con el equipo Columbus Clippers de forma excepcional, lanzando 18 entradas y permitiendo sólo una carrera. El 8 de mayo fue llamado a filas, y en sus primeras 11 apariciones, había permitido carreras en sólo dos partidos, acumulando una efectividad de 2.31. Pero entonces, en sus próximas 8 aparienciones, permitió carreras en siete juegos, y su efectividad se disparó a 6.38, el 20 de junio, fue designado para asignación. Abreu fue llamado de nuevo en septiembre, cuando se expandió el roster. Terminó la temporada 2007 con un récord de 0-1 con una efectividad de 5.93 en 26 partidos. Se convirtió en agente libre después de la temporada.

### Japón
Antes del inicio de la temporada 2008, Abreu firmó con los Chiba Lotte Marines de la Liga del Pacífico de Japón.

### Tampa Bay Rays
El 6 de febrero de 2009, Abreu firmó un contrato de ligas menores con una invitación a los entrenamientos de primavera con los Rays de Tampa Bay. El 14 de junio de 2009, el contrato de Abreu fue comprado por el equipo de Triple-A Durham Bulls para reemplazar al lesionado Jason Isringhausen. El 27 de junio, Abreu fue designado para asignación por los Rays.

### Cleveland Indians
El 2 de julio de 2009, Abreu fue reclamado en waivers por los Indios de Cleveland, quienes lo designaron para la asignación el 1 de agosto de 2009. Sin embargo, el 5 de agosto de 2009, fue enviado a Triple-A.

### De vuelta a Tampa Bay
El 6 de agosto de 2009, Abreu volvió a firmar con los Rays de Tampa Bay y fue asignado al equipo Triple-A Durham Bulls.

### Toronto Blue Jays
El 1 de diciembre de 2010, Abreu firmó un contrato de ligas menores con los Azulejos de Toronto.